# Santiago del Monte
Santiago del Monte (Santiagu'l Monte en asturiano) es una parroquia del concejo de Castrillón, en el Principado de Asturias (España). Alberga una población de 302 habitantes (INE 2009) en 127 viviendas. Ocupa una extensión de 5,46 km².
Está situada en la zona oeste del concejo, a 5,8 km de su capital, Piedras Blancas. Limita al norte con las parroquias de Bayas y Naveces; al este, con las de Santa María del Mar y Laspra; al sur, con la de Quiloño; y al oeste, con Ranón (concejo de Soto del Barco).
En sus terrenos se encuentra ubicado el Aeropuerto de Asturias.
Destaca su iglesia dedicada al apóstol Santiago y el centenario roble que se encuentra junto a ella.

## Poblaciones
Según el nomenclátor de 2009 la parroquia está formada por las poblaciones de:
- Aeropuerto (Anzu en asturiano[1])(lugar): 0 habitantes.
- El Águila (L'Aguila) (lugar): 12 habitantes.
- La Banda (lugar): 36 habitantes.
- La Cabaña (lugar): 4 habitantes.
- El Cueplo (El Cueplu) (lugar): 8 habitantes.
- La Loba (La Lloba) (pueblo): 25 habitantes.
- La Muriégana (lugar): 5 habitantes.
- Omero (L'Umeiru) (lugar): 5 habitantes.
- Panizales (lugar): 11 habitantes.
- Santiago del Monte (El Monte) (pueblo): 204 habitantes.